# 海外信託銀行

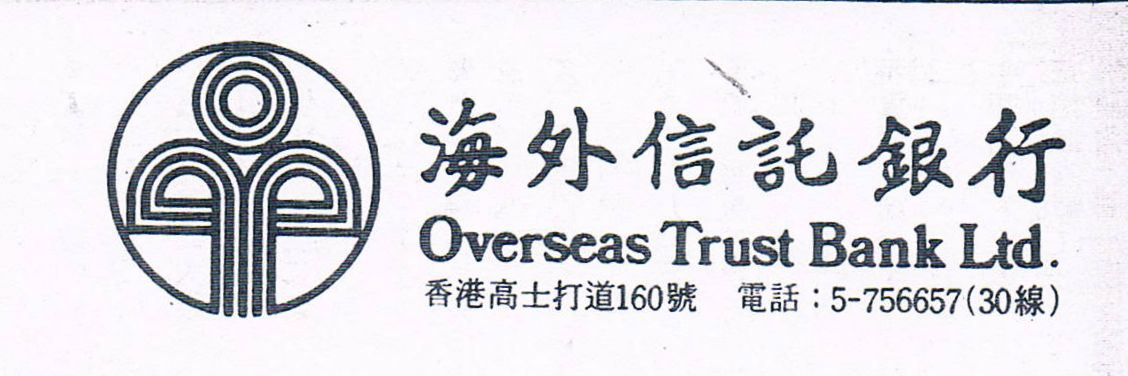
前海外信託商標 來自香港年鑑1985

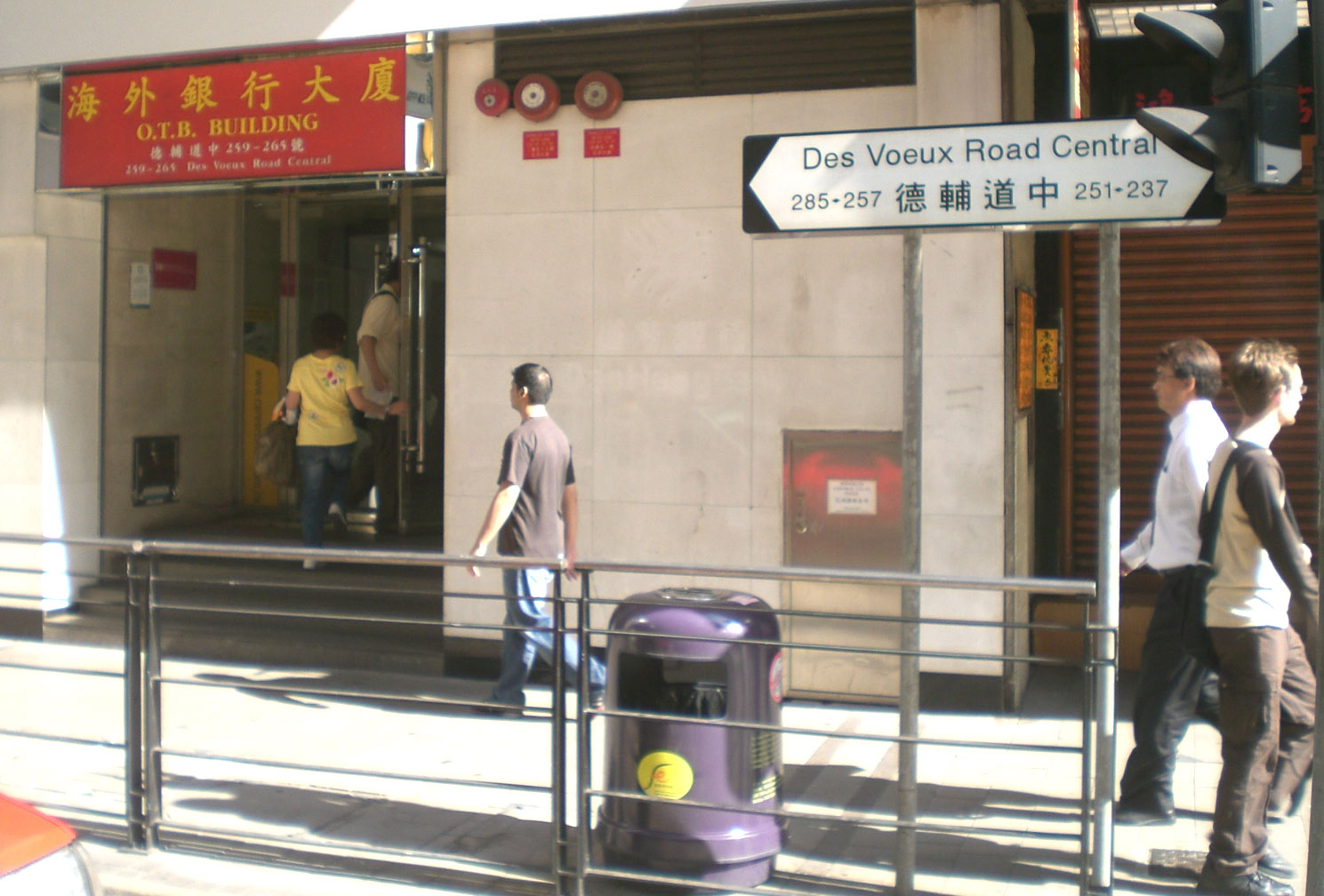
前海外信託銀行上環分行

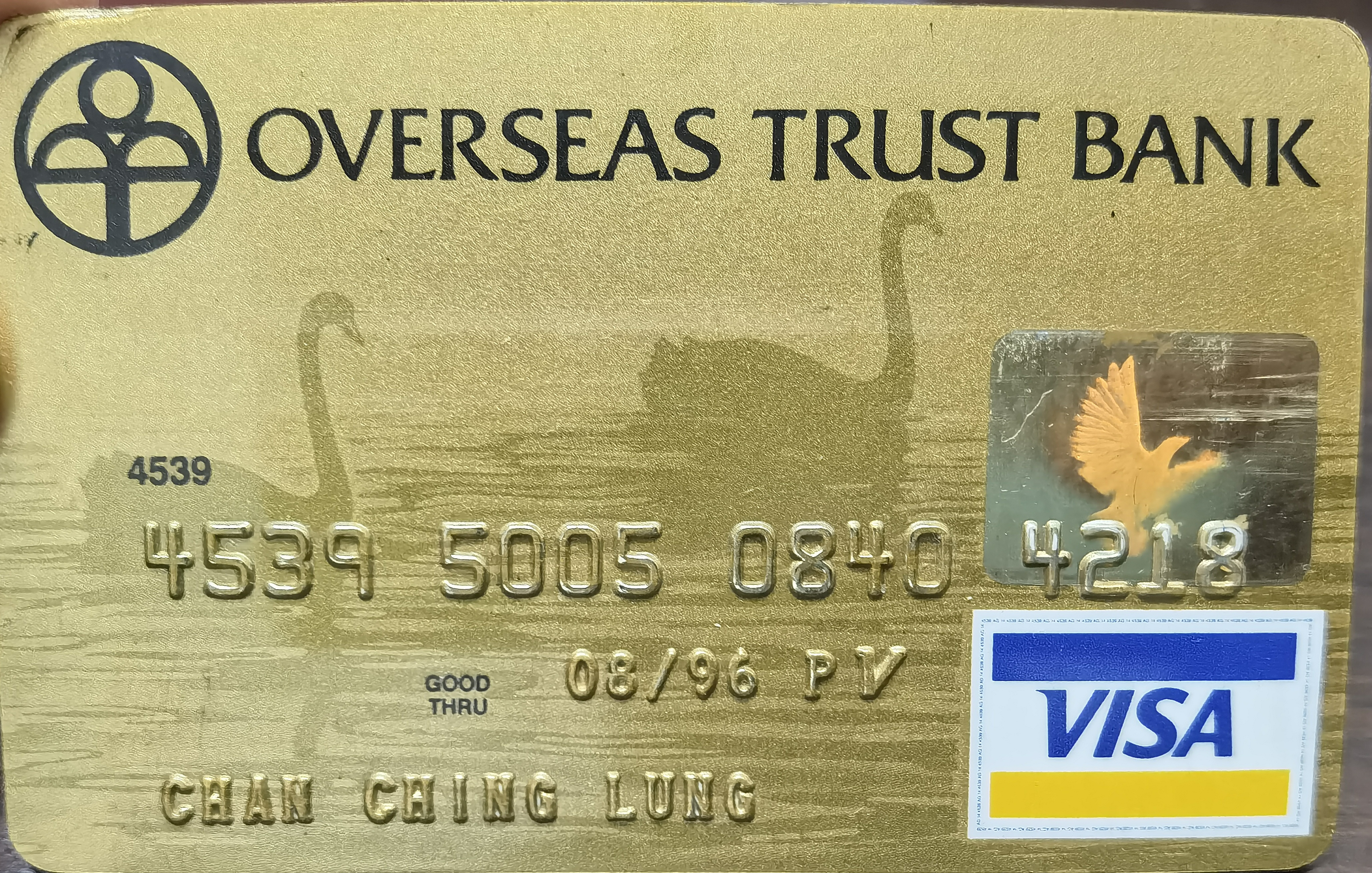
海外信託銀行信用卡

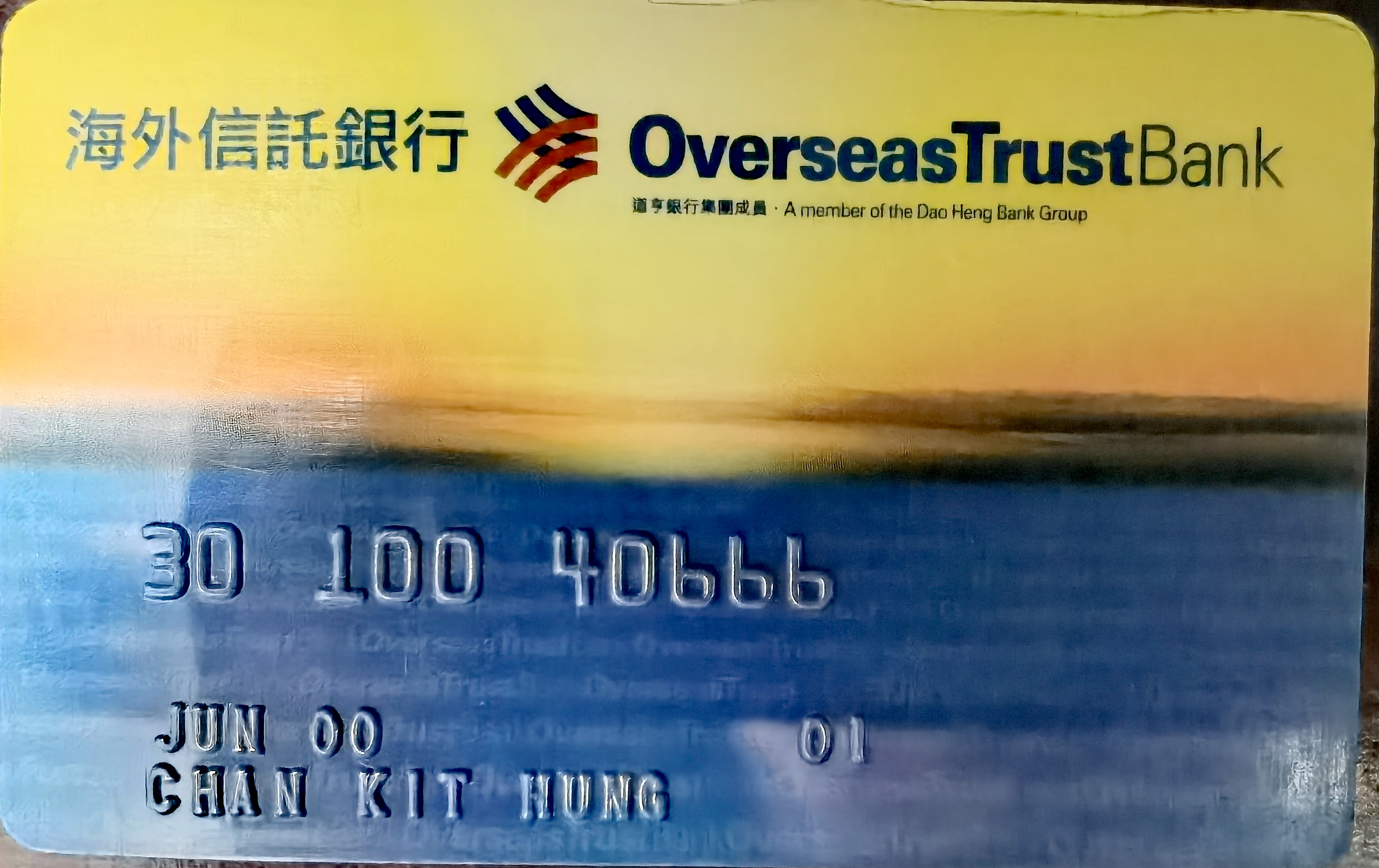
海外信托银行提款卡（道亨银行集团下属时期）

海外信託銀行（Overseas Trust Bank，OTB）是香港一間已被收購的華資銀行。海外信託銀行在1955年由祖籍福建廈門的張明添、黃錫彬和曹耀等創立，於1972年10月在香港上市。

## 海外信託銀行事件
1979年，當時名為「多明尼加財務公司」的主席，福建商人葉樁齡與海外信託銀行高層（包括海託主席黃長贊）達成協議，將其財務公司收到的美元支票售予海託，而銀行高層容許該商人以支票輪套現。直到1982年，商人因為周轉不靈，令支票輪崩潰。之後銀行高層及商人遂串謀以虛假借貸，掩飾因支票輪造成的虧損。最後因虧損太大，無法再掩飾落去，結果海託面臨結業邊緣，也揭開了海外信託銀行事件的序幕。
1985年6月6日，海外信託銀行高層突然宣佈，海外信託銀行因為假帳在1982至84年間引起嚴重資金周轉不靈，及資不抵債而面臨倒閉。當時的政府恐怕海外信託銀行的倒閉會動搖市民及投資者對本地銀行業的信心，下令海外信託銀行暫時停業。同年6月7日，立法局召開特別會議，三讀通過特別法例，由政府動用30億元外匯基金接管海外信託銀行，當時海外信託銀行的壞帳高達8950萬美元（即近7億港元）。政府又隨即委任新董事局入主海外信託銀行。2日後，海託恢復正常營業。
政府在注資海託的同時，亦委派了皇家香港警務處商業罪案調查科及聘請專業會計師，徹查海外信託銀行倒閉的原因。 警方其後發現案件涉及嚴重貪污和詐騙罪行，政府於是在1986年3月要求香港廉政公署聯同警方商業罪案調查科組成30人的聯合專案小組，加上專業會計師，在灣仔的海外信託銀行大廈6樓的海外信託銀行總部銀行高層辦公室，展開長達14個月的深入調查，終搜集到足夠證據成功將潛逃美國之葉樁齡及海託前主席黃長贊引渡回港受審，案件於1987年5月中審結，葉樁齡最後被判監8年，其他涉案人士則被判監2至6年不等，同年10月發生股災，最終促成政府在89上半年成立證券及期貨事務監察委員會。
該事件令該銀行的創辦人兼香港著名銀行家曹耀先生的一生心血付諸流水，幸好其子曹家道先生在早期已離開該行，不受該事件牽涉。

## 政府出售海託與海託併入星展
1993年7月，政府以44.57億港元出售於1985年6月接管的海外信託銀行予國浩集團附屬的道亨銀行。
星展集團控股有限公司於2001年4月向香港的國浩集團收購了香港的道亨銀行集團，包括旗下的道亨銀行及海外信託銀行。2003年7月21日，星展集團宣佈道亨銀行、海外信託銀行及廣安銀行完成合併，並改名為星展銀行（香港），海託這個名稱從此就成為歷史。

## 另見
- 香港銀行擠提事件列表
- 1981年香港股災
- 香港工商銀行

## 外部連結
- 廉政公署反貪實錄：海外信託銀行事件 （页面存档备份，存于）
- 海外信託銀行1987年電視廣告 (英語)